# Landkreis Biala-Podlaska
Powiat Biala-Podlaska (niem. Landkreis Biala-Podlaska, Kreishauptmannschaft Biala-Podlaska, pol. powiat bialski) – jednostka podziału administracyjnego Generalnego Gubernatorstwa w latach 1939–1944, wchodząca w skład dystryktu lubelskiego. Siedziba powiatu znajdowała się w Białej Podlaskiej.
Po wybuchu II wojny światowej i agresji ZSRR na Polskę obszar II Rzeczypospolitej przedzieliła Linia Mołotowa. Na części terenów II RP okupowanych wojskowo przez III Rzeszę (a więc tej, która nie została anektowana bezpośrednio przez Niemców), na podstawie dekretu Adolfa Hitlera z 12 października 1939 (z mocą obowiązującą od 26 października 1939), utworzono jednostkę administracyjno-terytorialną o nazwie Generalne Gubernatorstwo. Generalne Gubernatorstwo podzielone na cztery dystrykty, a te z kolei były podzielone na powiaty, gminy zbiorowe i wsie (właściwie dawne polskie gromady).
Jednym z powiatów dystryktu lubelskiego był Landkreis Biala-Podlaska. Objął on obszary należące przed wojną do dwóch powiatów w województwie lubelskim:
- powiatu bialskiego (w całości) – 3 miasta: Biała Podlaska, Janów Podlaski i Terespol, oraz 21 gmin wiejskich: Bohukały, Dobryń, Dubów, Hołowczyce, Huszcza, Kobylany, Kodeń, Kostomłoty, Kościeniewicze, Łomazy, Pawłów, Piszczac, Rokitno, Rossosz, Sidorki, Sitnik, Swory, Tuczna, Witulin, Zabłocie i Zakanale;
- powiatu włodawskiego (częściowo) – 4 gminy wiejskie: Opole, Romanów, Sławatycze i Wisznice.

Jednocześnie dokonano kilku zmian na szczeblu gminnym:
- zniesiono miasto Janów Podlaski i gminę Pawłów, tworząc z ich obszarów nową wiejską gminę Janów Podlaski,
- zniesiono miasto Terespol i gminę Kobylany, tworząc z ich obszarów nową wiejską gminę Terespol am Bug,
- zniesiono gminę Romanów, włączając jej obszar do gminy Wisznice.

1 lipca 1943 zniesiono gminy Huszcza i Rossosz, włączając ich obszary do gminy Łomazy.
1 września 1943 zniesiono gminę Kostomłoty, włączając jej obszar do gminy Kodeń.
Po wszelkich zmianach, Landkreis Biala-Podlaska obejmował 1 miasto (Biała Podlaska) i 21 gmin wiejskich, podzielonych na 300 wsi (gromad): Bohukały, Dobryń, Dubów, Hołowczyce, Janów Podlaski, Kodeń, Kościeniewicze, Łomazy,  Opole, Piszczac, Rokitno, Sidorki, Sitnik, Sławatycze, Swory, Terespol, Tuczna, Wisznice, Witulin, Zabłocie i Zakanale.
Landkreis Biala-Podlaska funkcjonował do 25 lipca 1944. 22 sierpnia 1944 przywrócono powiaty bialski i włodawski o przedwojennych granicach w nowym województwie lubelskim. Reaktywowano także zdegradowane miasto Terespol oraz większość zniesionych przez okupantów gmin (Huszcza, Kobylany, Romanów i Rossosz). Nie reaktywowano natomiast miasta Janowa Podlaskiego i gminy Pawłów, zachowując wiejską gminę Janów Podlaski; nie reaktywowano też gminy Kostomłoty.

## Miejscowości
Lista największych miejscowości w Landkreis Biala-Podlaska w 1943 roku:
| Miejscowość        | Status | Liczba mieszkańców 1.III.1943 | Gmina          |
| ------------------ | ------ | ----------------------------- | -------------- |
| Biala-Podlaska     | miasto | 19520                         | Biala-Podlaska |
| Janów Podlaski     | wieś   | 2933                          | Janów Podlaski |
| Terespol n/Bugiem  | wieś   | 2441                          | Terespol       |
| Kodeń              | wieś   | 2111                          | Kodeń          |
| Piszczac os.       | wieś   | 2071                          | Piszczac       |
| Małaszewicze Duże  | wieś   | 1992                          | Terespol       |
| Sławatycze os.     | wieś   | 1470                          | Sławatycze     |
| Tuczna             | wieś   | 1310                          | Tuczna         |
| Horodyszcze        | wieś   | 1133                          | Wisznice       |
| Huszcza            | wieś   | 1121                          | Łomazy         |
| Wisznice os.       | wieś   | 1071                          | Wisznice       |
| Łomazy I           | wieś   | 1026                          | Łomazy         |
| Konstantynów       | wieś   | 995                           | Zakanale       |
| Rossosz            | wieś   | 965                           | Łomazy         |
| Holeszów           | wieś   | 964                           | Sławatycze     |
| Polubicze Dworskie | wieś   | 908                           | Wisznice       |
| Hanna              | wieś   | 872                           | Sławatycze     |